# Hymedesmia dendyi
Hymedesmia dendyi är en svampdjursart som beskrevs av Burton 1930. Hymedesmia dendyi ingår i släktet Hymedesmia och familjen Hymedesmiidae. Inga underarter finns listade i Catalogue of Life.